# Vicente Guerrero, Olintla
Vicente Guerrero är en ort i Mexiko.   Den ligger i kommunen Olintla och delstaten Puebla, i den sydöstra delen av landet, 170 km öster om huvudstaden Mexico City. Vicente Guerrero ligger 526 meter över havet och antalet invånare är 1 486.
Terrängen runt Vicente Guerrero är kuperad. Runt Vicente Guerrero är det ganska tätbefolkat, med 104 invånare per kvadratkilometer. Närmaste större samhälle är Olintla, 3,9 km sydväst om Vicente Guerrero. Omgivningarna runt Vicente Guerrero är en mosaik av jordbruksmark och naturlig växtlighet.